# Eduard Krause (Buchdrucker)
Eduard Heinrich Bernhard Krause, auch: Edward Henry Bernard Krause und Eduard Friedrich Heinrich Krause; (* 25. März 1816 in Stralsund; † 30. August 1882 in Berlin), war ein deutscher Buchdrucker und Teilnehmer der 1848er Revolution.

## Lebensweg

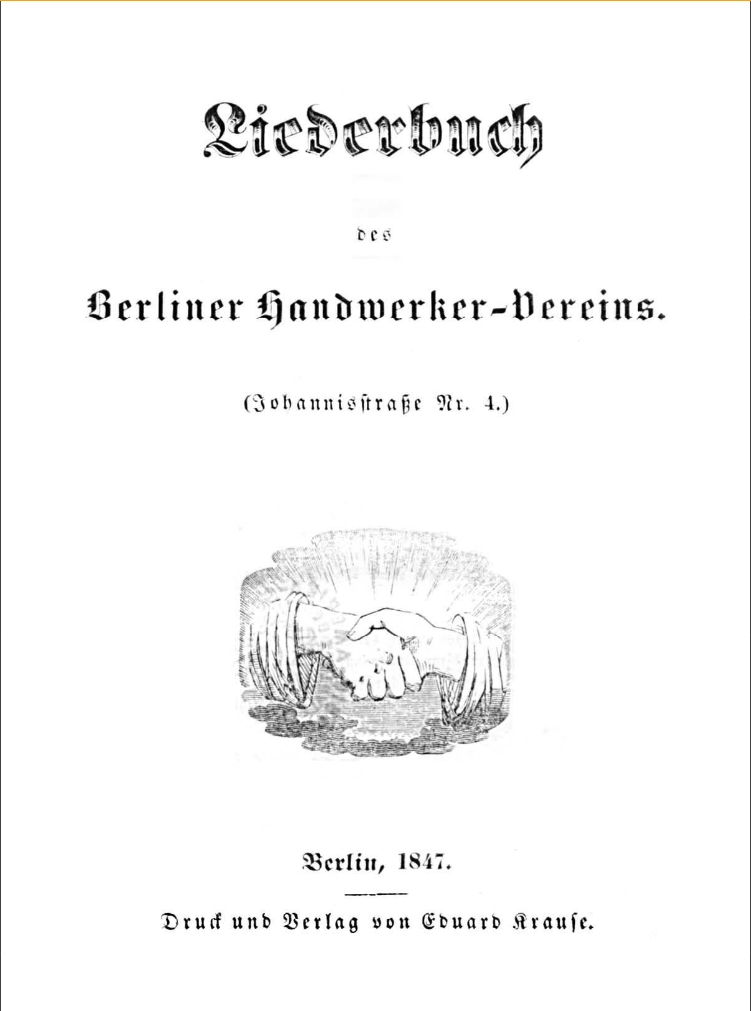
Liederbuch des Berliner Handwerker-Vereins, Berlin 1847, Druck und Verlag Eduard Krause, Titelseite

Eduard Heinrich Bernhard Krause wurde als Sohn des in Putbus ansässigen jüdischen Kaufmanns Israel Nathan in Stralsund geboren. Sein Vater konvertierte zwischen 1818 und 1822 zum Christentum und nannte sich seither Theodor Krause. Eduard Krause blieb zunächst jüdisch, er trat erst im Alter von knapp 26 Jahren zum Christentum über. Er erlernte in Stralsund den Beruf des Schriftsetzers und ging als 20-Jähriger, im Jahr 1836, auf Wanderschaft, die ihn zunächst nach New York und dann nach Aachen, Brüssel, Paris und London führte. Am 13. März 1842 wurde er in London auf den Namen Edward Henry Bernard Krause getauft. 1843 zog er nach Berlin, wo er fortan die Vornamen Eduard Heinrich Bernhard verwandte. 1845 gründete er gemeinsam mit Julius Berends (1817–1891), mit dem ihn eine lebenslange Freundschaft verband, eine Buchdruckerei in der Neuen Orangenstr. 74 (später Orangenstraße 103, der heutigen Oranienstraße in Berlin-Kreuzberg). Berends firmierte fortan bei seinen politischen Aktivitäten – die ihn im Juni 1847 in Berlins Stadtverordnetenversammlung, 1848 in die Preußische Konstituierende Versammlung, 1849 in das Preußische Abgeordnetenhaus und nach dessen Auflösung an die Spitze der Berliner Volkspartei führten – stets als Buchdruckereibesitzer. Die technische Ausstattung der Druckerei von Krause und Berends bestand zunächst nur aus einer hölzernen Handpresse.
Im ersten Halbjahr 1844 wurde unter dem Berliner Stadt-Syndikus Heinrich Philipp Hedemann (1800–1872) der Berliner Handwerkerverein in der Johannisstraße 4 gegründet. Krause war von Anfang an aktives Mitglied. Auf der ersten Generalversammlung des Handwerkervereins am 14. Oktober 1844 wurde der Schriftsetzer Eduard Krause als einer von vier Vertretern der Gesellen in den Vorstand gewählt. Er war gleichzeitig – als einziger Geselle – Mitglied des Lehrkörpers des Handwerkervereins; er unterrichtete Französisch. Den Französisch-Unterricht gab Krause im folgenden Geschäftsjahr wieder auf. Nachdem Krause sich am 1. April 1845 selbständig gemacht hatte, wurde er bei der Generalversammlung am 17. April 1845 als einer von vier Vertretern der Selbständigen in den Vereinsvorstand gewählt.
Krause druckte sämtliche Druckerzeugnisse des Handwerkervereins, von den Jahresberichten über die im Verein gehaltenen Vorträge bis zu den Gedichten des vereinsinternen Poetenzirkels und dem von Hermann Bauer herausgegebenen Vereinsliederbuch. Ende 1847/Anfang 1848 zog sein Druckereibetrieb in die benachbarte Lindenstraße 81; in diese Zeit fällt auch die Anschaffung einer Schnellpresse.
Im Geschäftsjahr 1847/48 war Kraus einer der beiden stellvertretenden Vorsitzenden des Berliner Handwerkervereins.

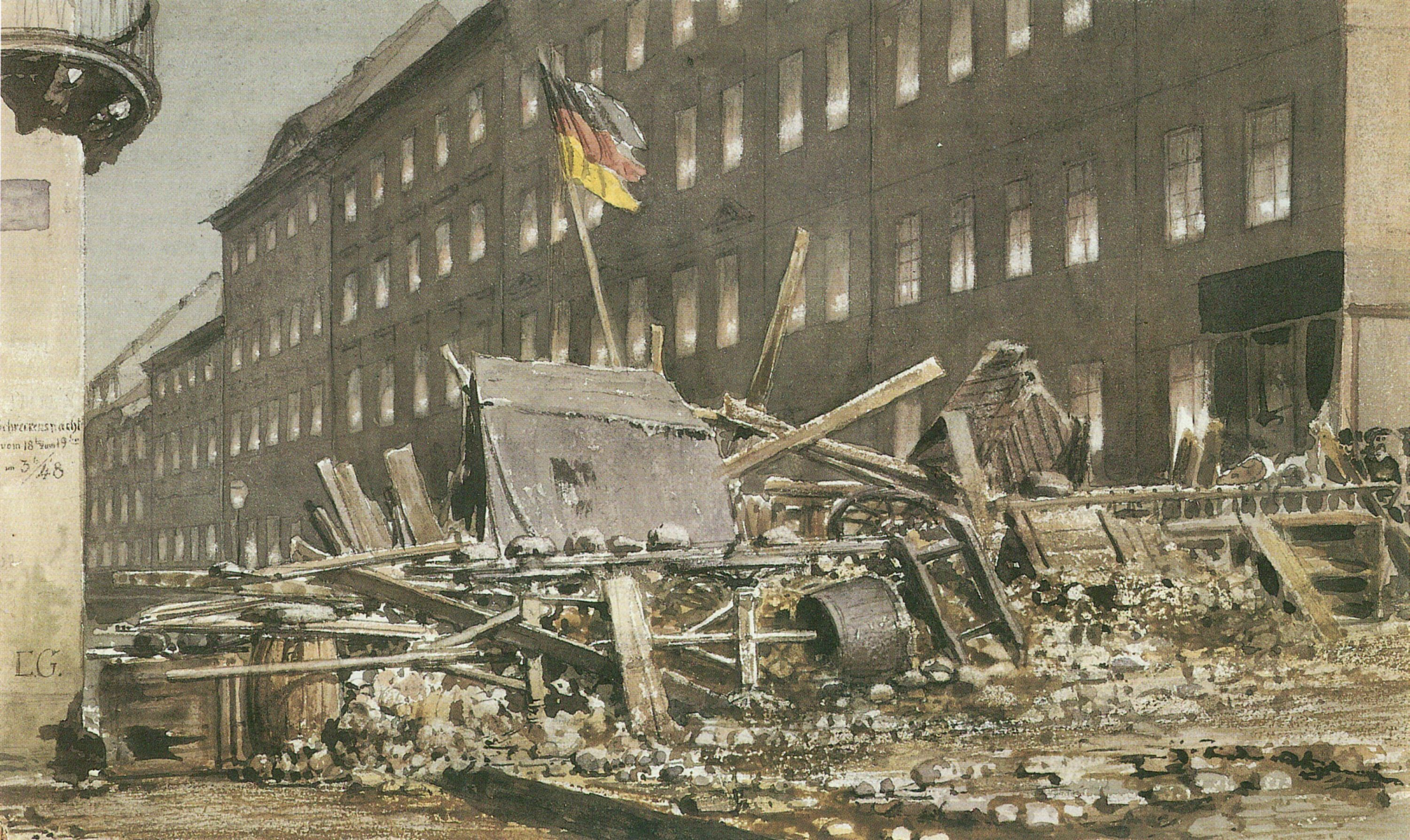
Barrikade in der Breiten Straße

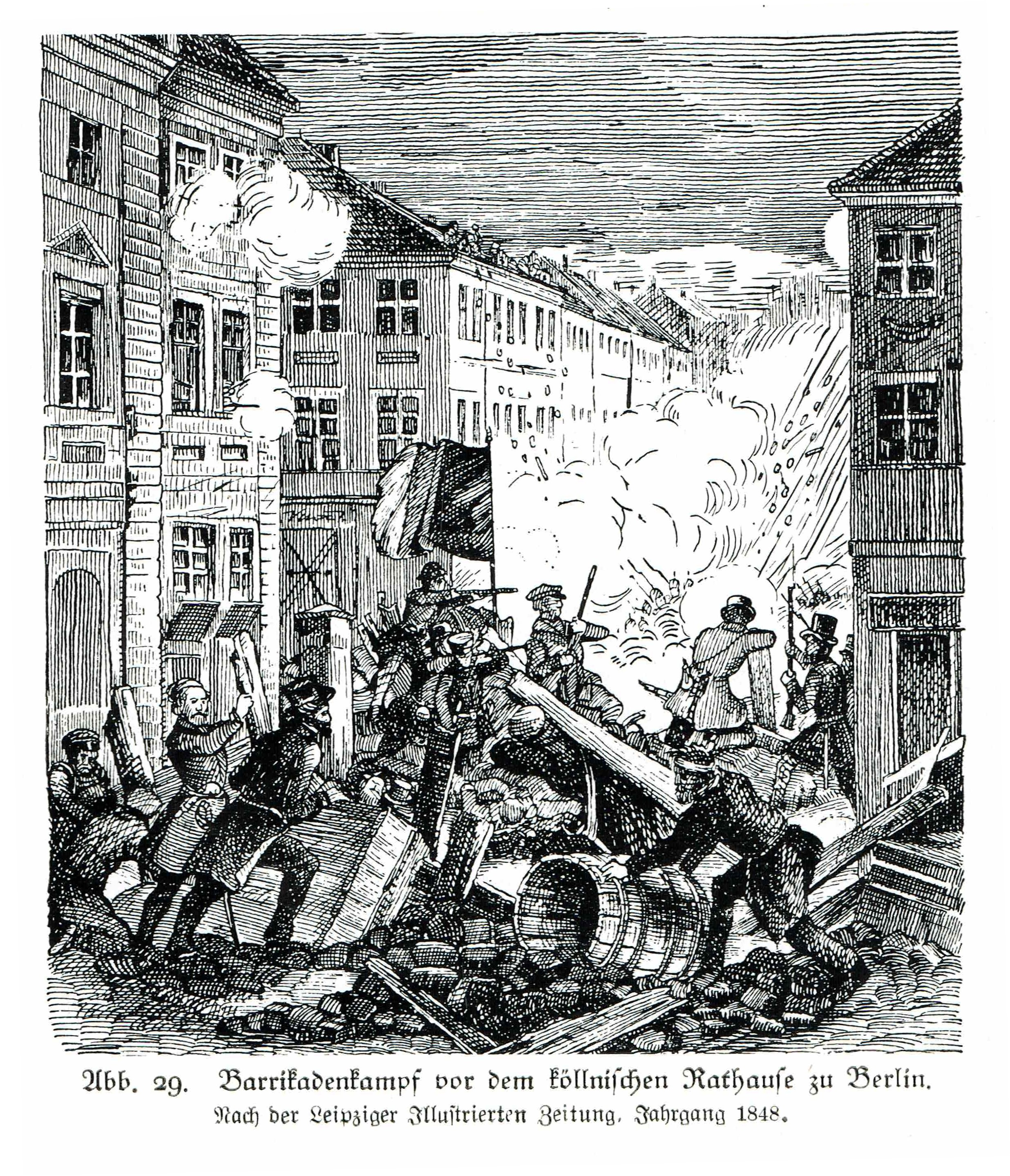
Barrikadenkampf vor dem köllnischen Rathaus, Berlin 1848; nach der Leipziger Illustrierten Zeitung, Jahrgang 1848

Während der Revolution von 1848 nahm Krause an Barrikadenkämpfen am Köllnischen Rathaus teil. Am 16. März erreichten Nachrichten über den Zusammenbruch der Wiener Regierung und über die Flucht von Metternichs Berlin. Am Abend des 16. März war nach dem Bekanntwerden der Tötung dreier Zivilisten durch das königliche Militär vor der Neuen Wache im Handwerkerverein ein Aktionsausschuss gebildet worden, der die Maßnahmen des Vereins „bei politischen Handlungen“ koordinieren sollte. Eine dieser Maßnahmen war die Teilnahme des Vereins an der Demonstration am Mittag des 18. März 1848 auf dem Schlossplatz. Krause nahm zusammen mit Hunderten anderer Vereinsmitglieder an dieser Demonstration vor dem Stadtschloss teil. An einer Barrikade, die die Breite Straße vom Köllnischen Fischmarkt abtrennte und sich dabei an das Köllnische Rathaus anlehnte, trat er zunächst dafür ein, dass die Aufständischen nicht von sich aus Gewalt gegen die königlichen Truppen anwendeten, und erklärte sich bereit, sich für einen Abzug der königlichen Truppen einzusetzen, zusammen mit Ludwig Rellstab (1799–1860), einem bekannten Musik-Kritiker, der im Redaktionsgebäude der Vossischen Zeitung, Breite Straße 8, seine Wohnung hatte. Bereits auf ihrem Weg zum Schloss hörten die beiden Emissäre aber aus der Königstraße Gefechtslärm, was ihnen die Vergeblichkeit ihres Vermittlungsversuchs bewusst machte. Während Rellstab sich daraufhin in seine nahegelegene Wohnung zurückzog, kehrte Eduard Krause mit der Nachricht, dass in der Königstraße auf das Volk geschossen werde, zur Barrikade an der Breiten Straße zurück. In einer zündenden Ansprache rief Krause die Aufständischen zum Kampf für die Freiheit auf.
Das königliche Militär unternahm mehrere Angriffe auf die Barrikade, zunächst vergeblich, da Aufständische die vordringenden Soldaten vom Köllnischen Rathaus ebenso wie von der im rechten Winkel dazu stehenden Konditorei d’Heureuse – dem früheren Palais Derfflinger – aus beschossen. In der d’Heureuse’schen Konditorei führte Karl Siegrist (1813–19891) die Aufständischen an. Die königlichen Truppen umgingen diese beiden Gebäude aber und drangen von der Brüder- und Scharrnstraße aus, also im Rücken und in der Flanke der Aufständischen, in das Rathaus ein. Im Rathaus-Gebäude wurden die Besetzer von den Königstreuen gestellt und fast ausnahmslos niedergemacht. Der wahrscheinlich einzige Überlebende dieses Massakers im Köllnischen Rathaus war Eduard Krause. Er hatte sich mit dem Mut der Verzweiflung an der vom Militär aufgebrochenen Rathaustür dem eindringenden kommandierenden Offizier entgegengestellt und wurde von diesem mit einem Säbelhieb über den Kopf niedergestreckt, daraufhin wohl für tot gehalten und liegengelassen.
Erst nach fünfmaligem Ansturm und dem Einsatz von Artillerie konnte das königliche Militär die Barrikade schließlich einnehmen, vor allem, weil deren Verteidigern die Munition ausgegangen war. Hinter der Barrikade gab es auf Seiten der Aufständischen mehrere weitere Tote und Verwundete.
Dieses Geschehen schildert Theodor Fontane – selbst Augenzeuge der Märzrevolution 1848 in Berlin, aber nicht dieses Vorgangs – in seiner Autobiographie „Von Zwanzig bis Dreißig“ / „Der 18. März“, 1. Kapitel, unter Berufung auf das, was Krause ihm erzählt habe. Krause selbst vergrub 1857 bei der Grundsteinlegung für sein neues Druckereigebäude zusammen mit dem Grundstein ein Dokument, in dem er sich zu seinem Einsatz auf der Barrikade bekannte: „In der Nacht vom 18. zum 19. März 1848 verteidigte ich die Barrikade am Cöllnischen Rathause und empfing bei der endlichen Einnahme derselben durch das Militär eine Stirnwunde“.
Ein großer geschäftlicher Erfolg gelang Krause zum 1. April 1848. Durch Berends’ Vermittlung wurde Krause der Drucker des ab diesem Tage erscheinenden linksliberalen Blattes „National-Zeitung“, das seine Redaktion und Expedition (Versandabteilung) in Krauses Firmensitz einrichtete. Mit Berends blieb er bis zu seinem Tode verbunden.
Krause nahm als Mitglied einer siebenköpfigen Delegation des Handwerkervereins an dem für den 18. bis 20. Juni 1848 einberufenen Ersten Kongreß deutscher Handwerker- und Arbeitervereine teil. Krause wurde auch in das neunköpfige Komitee gewählt, das nach dem unbefriedigenden Verlauf des Kongresses den Auftrag erhielt, einen besonderen „Kongress zur Behandlung der sozialen Frage“ vorzubereiten.
1850 wurde der Berliner Handwerkerverein polizeilich geschlossen und 1851 gerichtlich verboten, 1859 jedoch wiederbegründet.
1854 besaß Krauses Druckerei vier Schnellpressen und zwei eiserne Handpressen. Ab 1. Juli 1856 druckte Krauses Druckerei auch das 1848 begründete politisch-satirische Wochenblatt „Kladderadatsch“.
Am 8. November 1856, im Alter von 40 Jahren, heiratete Eduard Krause die damals 22-jährige Wilhelmine (Minna) Henriette Caroline Franziska Pfeiffer. Krause hatte Minna Pfeiffer anlässlich eines Besuchs bei seinem inhaftierten Freund und Geschäftspartner Julius Berends im Sommer 1849 in der Berliner Stadtvogtei kennengelernt. Minna Pfeiffer hatte ihren gleichfalls dort wegen demokratischer, also revolutionärer, Betätigung inhaftierten Vater besucht, einen beim Obertribunal als Anwalt zugelassenen Justizrat.
Im August 1857 wurde das erste Kind von Minna und Eduard Krause geboren; eine Tochter. Am 29. Mai 1860 kam ihr erster Sohn zur Welt, der nach Eduards Freund (und stillen Teilhaber) Berends Julius und nach Eduards verstorbenem Vater Theodor genannt wurde. Es folgten fünf Töchter und ein weiterer Sohn; insgesamt hatte das Ehepaar also acht Kinder.
Der von Eduard Krause zum Geschäftserben ausersehene Sohn Julius Theodor Krause war kränklich und schien wenig motiviert. Auch Julius Theodors Besuch des Cottbusser Gymnasiums, auf dem er unter anderem von einem Freund seines Vaters, dem früheren Handwerkervereinslehrer Heinrich Boltze (1813–1888), unterrichtet wurde, änderte daran wenig.
Im Geburtsjahr seines ersten Kindes, also 1857, erwarb Krause das Grundstück Französische Str. 51 und legte dort am 5. Mai 1857 den Grundstein für ein neues Druckereigebäude. Das bereits erwähnte handgeschriebene Dokument, das er dem Grundstein beigab, belegt sein Festhalten an den liberalen Idealen, für die er 1848 buchstäblich auf die Barrikaden gegangen war: Er bekennt sich darin nicht nur zu seinem Handeln am 18. März 1848, sondern knüpft daran auch die Hoffnung: „Ob auch die Errungenschaften jenes Jahres längst verloren, ob auch das herrschende Regiment bemüht sein möge, selbst die Erinnerung daran zu verwischen, die Saat, die damals gesät wurde, wird nicht verloren sein trotz des langen Winters, der sie deckt.“
Das im September 1857 eingeweihte neue Druckereigebäude, fortan auch Firmensitz der „Buchdruckerei und Verlagsbuchhandlung Eduard Krause“, Expedition der „Nationalzeitung“ und Wohnsitz der Familie Krause, ermöglichte auch die Aufstellung einer Dampfmaschine, die die Kapazitäten seines Schnellpressendrucks erheblich erweiterten. 1865 besaß die Druckerei eine Dampfmaschine, sieben Schnellpressen (davon zwei hochmoderne Doppelpressen), zwei eiserne und eine hölzerne Handpresse, die von rund 100 Buchdruckern (darunter allein 50 bis 60 Schriftsetzern) bedient wurden. Gedruckt und verlegt wurden nun auch eine Reihe gewerblicher Fachblätter, dann die „Bank- und Handelszeitung“, die „Annalen der Landwirtschaft“, das Familienblatt „Das Haus“ und das „Magazin für die Literatur des Auslands“.
1862 kandidierte Krause zur Berliner Stadtverordnetenversammlung, einer Hochburg der neugegründeten Deutschen Fortschrittspartei, trat zu Jahresbeginn 1863 als Stadtverordneter ein und gehörte dem Kommunalparlament Berlins bis Jahresende 1869 an.
1867 fuhr Krause zur Pariser Weltausstellung, um dort die neuesten technischen Entwicklungen in Augenschein zu nehmen.
Krause gehörte dem Verein Berliner Buchdrucker an.
Seit der zweiten Hälfte der 1870er Jahre fuhr Krause alljährlich zur Kur nach Karlsbad. Im Jahr 1882 bezog Familie Krause ihr neues Wohnhaus In den Zelten 8. Nur wenige Monate nach diesem Umzug erlitt Krause einen „Brustkrampf“ – vermutlich einen Herzinfarkt –, dem er nach zweitägigem Leiden am Vormittag des 30. August 1882 erlag.
Er wurde am 2. September 1882 auf dem Alten Dorotheenstädtischen Friedhof begraben.
Im Trauerzug zu Krauses Grab wurde der Magistrat von Krauses Freund, Stadtrat Heinrich Runge (1817–1886), die Stadtverordnetenversammlung von einer Abordnung unter dem einstigen Stadtverordnetenvorsteher Heinrich Kochhann (1805–1890) vertreten. Auch jeweils mehrere Repräsentanten des Vereins der Berliner Buchdrucker und des Berliner Handwerkervereins nahmen an dem Trauerzug teil.